# Нэцкэ
Нэ́цкэ (яп. 根付 нэцукэ) — миниатюрная скульптура, произведение японского декоративно-прикладного искусства, представляющее собой небольшой резной брелок.

## Описание
Нэцкэ использовалось в качестве подвесного брелока на традиционной японской одежде кимоно и косодэ (帯鉗), которая была лишена карманов. Небольшие вещи вроде кисета или ключа клали в особые ёмкости (называемые сагэмоно 下げ物). Ёмкости могли иметь форму кисетов или маленьких плетёных корзинок, но наиболее популярными были ящички (инро), которые закрывались с помощью бусины, скользившей по шнуру (одзимэ). Инро крепились к поясу кимоно (оби) с помощью шнура. Его связывали в кольцо, складывали пополам и пропускали через пояс. К одному из концов получившейся петли крепили нэцкэ. Узел шнура прятали в одном из двух химотоси (紐解) — отверстий нэцкэ, соединённых сквозным клапаном. Таким образом, нэцкэ служило одновременно своеобразным противовесом и изящным украшением одежды.

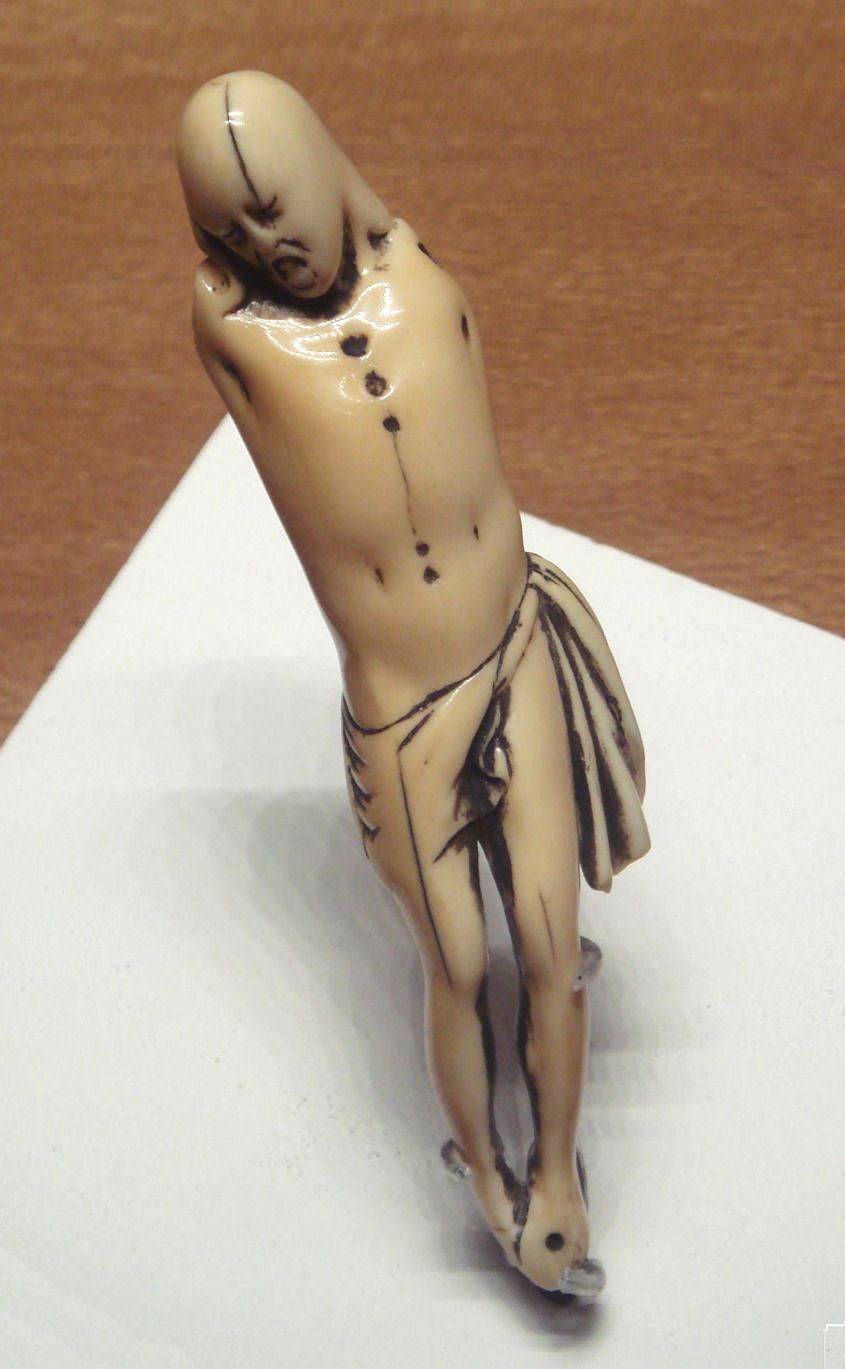
Нэцкэ, изображающее Иисуса Христа, слоновая кость, XVII век
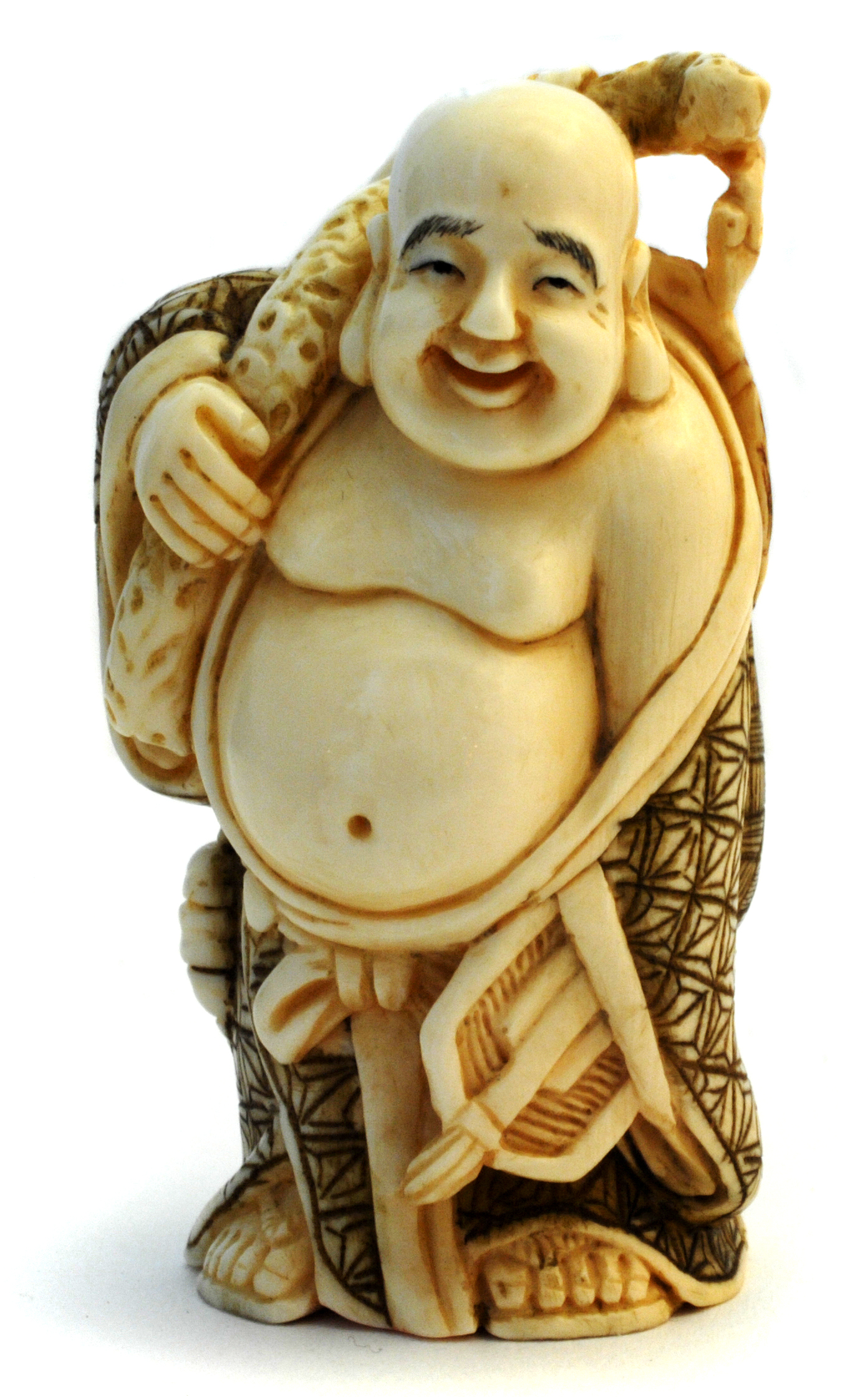
Нэцкэ, изображающее Хотэя, слоновая кость, современная работа
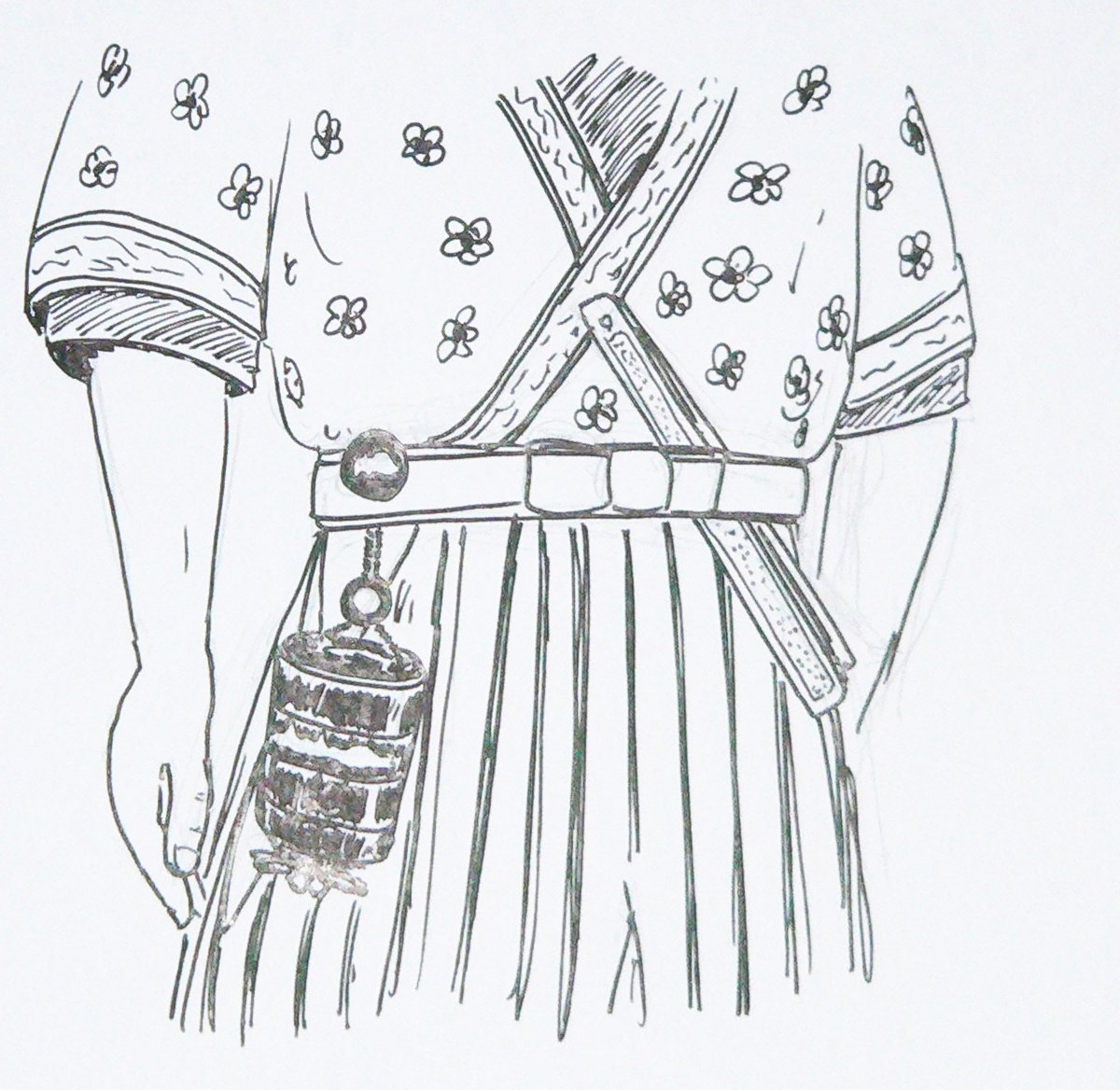
Нэцкэ удерживает инро на оби
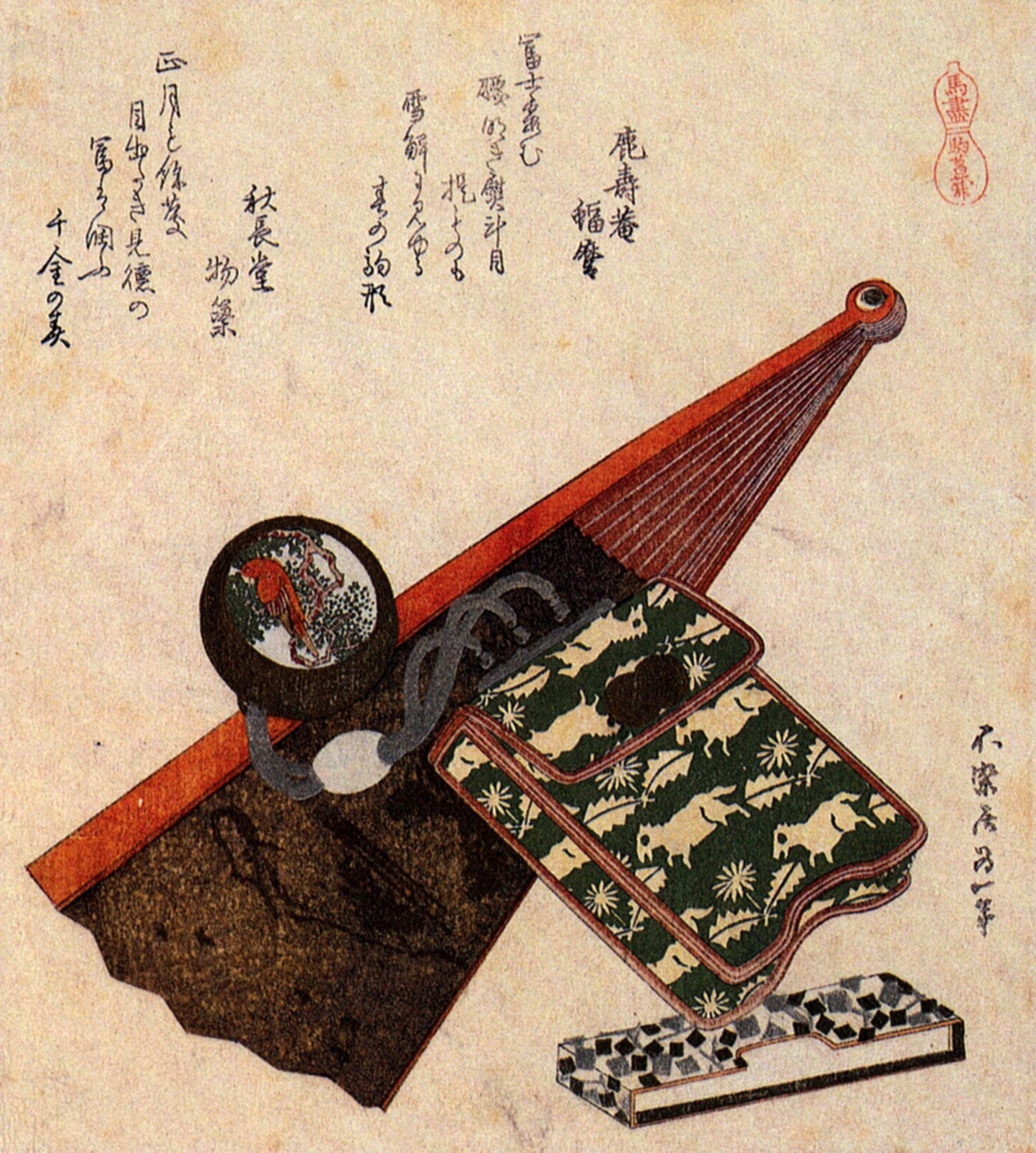
Нэцкэ, прикреплённое к инро, гравюра Кацусики Хокусая

Нэцкэ не следует путать с окимоно — миниатюрной японской скульптурой, похожей на нэцкэ и по оформлению, и по сюжетам, и нередко по размерам. В окимоно всегда отсутствует отверстие для шнура, то есть эти скульптуры лишены утилитарных функций. Слово окимоно (дословно — «поставленная вещь») является общим наименованием всей станковой скульптуры малых размеров, предназначенной только для оформления интерьера. Оно относится к статуэткам, выполненным из любого материала. В тех случаях, когда термин окимоно употребляется в связи с нэцкэ, имеются в виду скульптуры, выполненные из слоновой кости и — редко — из дерева. Такие окимоно возникли позже — не ранее XIX века и создавались они мастерами, основной специальностью которых была резьба нэцкэ.

## История

### Прототипы
Вопрос о происхождении нэцкэ может быть решён двояко: нэцкэ — японское изобретение, или же нэцкэ были заимствованы японцами. Нэцкэ — одновременно и утилитарная деталь костюма, имеющая специфическую форму, и художественное произведение, оформленное в определённом стиле. Каждый из этих «аспектов» нэцкэ может дать свой ответ на вопрос об их происхождении.
Брелоки-противовесы типа нэцкэ использовались на обширной территории: в Японии и Венгрии, на Крайнем Севере и в Эфиопии. В сущности «нэцкэ» появляются там, где имеется костюм без карманов, но с поясом. Поэтому рискованно объяснять обычай ношения предметов типа нэцкэ заимствованным извне: этот обычай может оказаться местным.
Если брелоки, существующие в разных странах, обнаруживают стилистическую близость, то это — веский повод для предположения о влияниях и заимствованиях. Нэцкэ в виде палочки или пуговицы употреблялись и раньше, но именно в XVII веке они начинают приобретать характер миниатюрной скульптуры. В Японии если не сам обычай ношения предметов за поясом с помощью противовеса-брелока, то специфика его художественного оформления (в виде резной скульптуры, рельефной пластинки и пр.) несомненно не местного, но китайского происхождения, где подвесные брелоки изготавливали уже в III в. до н. э. В период Мин (1368—1644) китайцы называли такие предметы чжуйцзы (坠子 zhuizi) или пэй-чуй (pei-chui) — изделия, аналогичные нэцкэ и по функциям и по оформлению. К этому времени уже давно существовали прочные традиции заимствования японцами различных элементов духовной и материальной культуры Китая, в том числе и одежды.
Название брелоков также указывают на Китай. «Нэцкэ» — не единственное их обозначение в Японии. Иногда встречаются и такие, как кэнсуй, хайсуй и хайси. Но именно эти названия — по-китайски соответственно: сюань-чуй, пэй-чуй и пэй-цзы — использовались в Китае наравне с самым распространённым термином чжуй-цзы. Некоторые ранние нэцкэ назывались карамоно (唐物, «китайская вещь») и то: бори (唐彫り, «китайская резьба»).
Связь нэцкэ с их китайским прототипом очевидна. Но роль пэй-цзы в истории нэцкэ не стоит преувеличивать: очень скоро в Японии на основе чжуй-цзы были выработаны оригинальные формы нэцкэ и приёмы резьбы, введены новые сюжеты и переосмыслены старые. В Японии нэцкэ превратилось в самостоятельное и высокоразвитое искусство, чего не произошло с китайскими чжуй-цзы.
До XVII века сведений об использовании японцами нэцкэ нет. Вещи, которые необходимо было иметь при себе, носили по-другому. В истории японского костюма существовало несколько способов прикреплять вещи к поясу. Самый древний предмет, который носили в Японии с помощью приспособления, сходного с нэцкэ, это упоминаемый ещё в сочинениях первой четверти VIII века «Кодзики» (Записи о делах древности") и «Нихонги» («Анналы Японии») хиути-букуро (火打ち袋) — мешочек для кремня и огнива, который крепился к эфесу меча. Обычай оказался стойким. В живописи периода Хэйан (794—1185) нередко встречаются изображения хиути-букуро (например, в иконе божества Конгобу-дзи монастыря Коя-сан). Мешочек для кремня и огнива можно видеть и на свитке Нагатака Тоса (конец XIII века) «Живописное повествование о монгольском вторжении» у человека, докладывающего о появлении вражеского флота. В период Камакура и Муромати (1335—1573) хиути-букуро стали использовать как кошелёк, портативную аптечку и т. д., но носили его так же, как и раньше.
Параллельно с этим распространены были и другие приспособления. Прежде всего это оби-хасами (帯鉗), которые, как сказано в сочинении 1821—1841 годов «Разговоры в ночь Крысы», были предшественниками нэцкэ. Оби-хасами — фигурно обрамлённый крючок; верхний загиб его зацепляется за пояс, а к выступу внизу привязавались различные предметы. Аналогичные вещи дошли до нас от минского времени в Китае. Форма оби-хасами не привилась, поскольку такой способ был небезопасен: при быстром движении, сгибании корпуса легко можно было уколоться длинным и острым крючком.
Ещё одной формой, предшествовавшей и отчасти сосуществовавшей с нэцкэ, является обигурува — поясное кольцо, к которому крепились кошелёк, ключи и т. п. Возможно, что такой тип крепления попал в Японию из Монголии через Китай.

### Первые нэцкэ
В Японии первые нэцкэ появляются во второй половине XVI — начале XVII в.
Возможно, свою роль здесь сыграли конкретные события: походы в Корею военного правителя Японии Тоётоми Хидэёси в 1592 и 1597 годах. Эту дату появления нэцкэ подтверждают изображения костюмов в живописи того времени и сведения литературных источников. В росписи ширмы конца XVI века «Объездка лошадей» один из наездников изображён с инро, свисающим с пояса. Складки одежды скрывают предмет, к которому оно привязано, но, судя по позиции инро — нэцкэ. Существует описание охоты Токугавы Иэясу, в котором среди прочих деталей костюма Иэясу упоминается и нэцкэ в виде тыквы-горлянки. Это — самые ранние свидетельства ношения брелоков-противовесов в Японии.
XVII век — предыстория нэцкэ, о которой мы знаем лишь по косвенным данным. Дошедшие до наших дней произведения были созданы не раньше первой половины XVIII века. К этому времени сложение художественного языка миниатюрной японской скульптуры уже завершилось, и период с середины XVIII века по середину XIX века мы можем считать «золотым веком» нэцкэ.
История нэцкэ в основном не выходит за пределы периода Токугава (1603—1868) — времени расцвета искусства горожан — купцов и ремесленников. Условия их существования, социальная атмосфера в целом оказали заметное влияние на эволюцию миниатюрной скульптуры. Так, например, в области внутренней политики военным правительством Японии (бакуфу) был принят курс на сохранение раз созданной структуры общества. Неоднократно выпускались «законы против роскоши», целью которых было строгое разграничение «благородного» и «подлого» сословий в том числе в образе жизни и в одежде. Регламентации подвергалось всё: от количества этажей в доме до качества материи для платья и стоимости игрушек или сладостей. За нарушение запретов налагались наказания: от штрафа до высылки из города. Впрочем, эти запреты если не нарушались прямо, то, как правило, умело обходились. Тем не менее, возможностей украсить костюм у горожан оказалось не так уж много, а потому ни одна из них не должна была быть упущена. Нэцкэ и была той деталью, с помощью которой можно было продемонстрировать и собственный вкус, и своё отношение к очередной моде, и, в какой-то степени, благосостояние. Именно в прикладных видах искусства полнее всего находили своё удовлетворение эстетические требования горожан, стимулировавшие появление виртуозных мастеров нэцукэси — резчиков нэцкэ. Поэтому изменение формы, материала, художественной трактовки нэцкэ ясно говорит о смене художественных вкусов и пристрастий японцев конца XVII—XIX веков.

### Возникновение школ резчиков-нэцукэси
В XVII и XVIII вв. возникают целые школы резчиков, отличающиеся стилем и излюбленными темами. Например для школ Хида или Нара были характерны фигурки, выполненные в стиле иттобори — с помощью одного ножа, без тщательной проработки мелких деталей. Наиболее крупные школы резчиков складываются в Эдо, Осаке и Киото. В провинции порой возникают самобытные течения, основоположником которых нередко был один талантливый мастер. В качестве примера можно указать на Сиёду(?) Томихару, который жил и творил в середине XVIII в. на территории провинции Ивами острова Хонсю. Среди нэцукуси возникают такие громкие имена, как Сюдзан Ёсимура из Осаки, Томотада и Масано из Киото. Крупным мастером XIX века был Томотика II. Однако за редким исключением нам мало что известно о жизни и подробностях биографий большинства резчиков. Большим подспорьем для исследователей, занимавшихся историей нэцкэ, стал сборник «Сокэн кисё». Он был издан в 1781 г. жителем Осаки и торговцем мечами Инаба Цурю. В сборнике приведён список из пятидесяти трёх имён крупнейших нэцукэси того времени, сопровождавшихся иллюстрациями их работ.

### Известные мастера-нэцукэси
- Томотика II
- Кокусай

### Современность
Значительная часть нэцкэ конца XIX и все нэцкэ XX века выполнялись на экспорт. Изготавливаются они и в наше время. В большинстве своём это — достаточно низкосортная сувенирная продукция, выпускаемая конвейерным способом.
Но искусство нэцкэ не исчезло. И в наши дни существуют мастера, специальность которых — резьба нэцкэ. Некоторые работы таких мастеров оцениваются весьма высоко (от 10 до 100 тыс. долл. и более). Цены на коллекционные нэцкэ на аукционах в США колеблются обычно от нескольких сотен до тысяч долларов (недорогие штампованные, но точные репродукции продаются в магазинах при музеях по ценам до 30 долл.).
Впрочем, характер развития этого искусства изменился. Во-первых практическая потребность в нэцкэ исчезла: японцы носят европейский костюм, так как в 1920-х годах кимоно вытесняет европейская одежда. Во-вторых изменилось отношение самих резчиков к создаваемым ими нэцкэ: теперь они рассматриваются как вполне самостоятельные произведения, обособленые и от заказчика, и от моды, а нередко и от традиции той или иной школы. Работы современных мастеров можно поделить на две группы: нэцкэ, выполненные в духе современной станковой скульптуры, и традиционные нэцкэ.

## Типология (виды)
- катабори (形彫) — самый известный вид нэцкэ, компактная резная скульптура, которая может изображать людей, животных, многофигурные группы. Характерна для зрелого периода истории нэцкэ (конец XVIII — начало XIX века).
- анабори (穴彫) — подвид катабори, сюжеты которого создаются внутри вырезанной полости; наиболее обычны сцены внутри двустворчатой раковины
- саси (差) — Одна из наиболее старых форм нэцкэ. Она представляет собой длинный брусок (из различных материалов, но чаще всего из дерева) с отверстием для шнура на одном конце. Способ употребления саси отличается от всех других форм. Если катабори, мандзи и прочие использовали в качестве противовеса, то саси затыкали за пояс таким образом, что отверстие находилось внизу, а на шнурке, пропущенном через него, свисал кошелёк, ключи и т. п. Иногда на верхнем конце дополнительно вырезался крючок, зацеплявшийся за верхний край пояса. Обычно саси считают одной из форм нэцкэ, но по мнению некоторых исследователей, она является модификацией рукоятки меча, к которому подвешивали мешочек с кремнем и огнивом. Ещё одна близкая аналогия саси — приспособление оби-хасами, изобретённое в Китае. Оно в принципе аналогично саси, имеет крючок сверху, но вместо отверстия у оби-хасами внизу есть небольшое круглое утолщение, за которое привязывался носимый предмет. Первые нэцкэ-саси до наших дней дошли в очень небольшом количестве. Кроме того, первые нэцкэ-саси трудноотличимы от оби-хасами. Позже, в период развитого искусства нэцкэ, форма саси, вероятно, воспринималась как архаизм и использовалась не часто.
- маска (яп. 面 мэн) — самая большая после катабори категория, часто являлась уменьшенной копией маски но, по своим свойствам сходна с катабори и мандзю/кагамибута
- итараку — нэцкэ в форме тыквы, коробочки или других предметов, сплетённых из проволоки, бамбука или тростника.
- мандзю (饅頭) — нэцкэ в виде толстого диска, выполненного чаще всего из слоновой кости. Иногда делается из двух половинок. Изображение даётся гравировкой, которая, как правило сопровождается чернением. Название получила благодаря сходству с круглой плоской рисовой лепёшкой мандзю. Одной из своеобразных разновидностей мандзю являются композиции, составленные из нескольких миниатюрных театральных масок.
- рюса (柳左）— Вариант формы мандзю. Основное отличие этой формы от обычной мандзю в том, что она пустая внутри, а одна (верхняя) часть выполнена в технике сквозной резьбы. Когда рюса делали из двух разъёмных половинок, то обычно из середины материал выбирался с помощью токарного станка. Эта форма особенно часто использовалась в Эдо, где жил известный резчик Рюса (работал в 1780 годы), по имени которого она и названа. Считается, что эта форма, так же как и мандзю, особое распространение получила в связи с землетрясениями периода Ансэй (1854—1860), и в особенности с эдоским землетрясением 1855 года, когда многие нэцкэ были уничтожены и возникла необходимость в новой продукции. Простота изготовления рюса по сравнению, например, с катабори или кагамибута и повлияла на их преимущественное распространение в это время.
- кагамибута (鏡蓋) — тоже сходна с мандзю, но представляет собой плоский сосуд, выполненный из слоновой или другой кости, рога, редко дерева, сверху покрытый металлической крышкой, на которой и сосредоточена основная часть декоративного оформления на основе широкой гаммы техник. Подпись на таких нэцкэ обычно принадлежит мастеру по металлу.

Этими формами, конечно, не исчерпывается всё многообразие нэцкэ. Существовали так называемые «курьёзные» нэцкэ — например, изготовленные из курков голландских ружей, резные изделия, приспособленные для ношения в качестве поясного брелока, такие как куклы, а также брелоки, имеющие дополнительное практическое значение: в виде счётов — соробан, компаса, кремня и огнива, пепельницы и т. д. Однако эти вещи появляются в общей массе лишь эпизодически, они представляют собой исключение из общего правила.

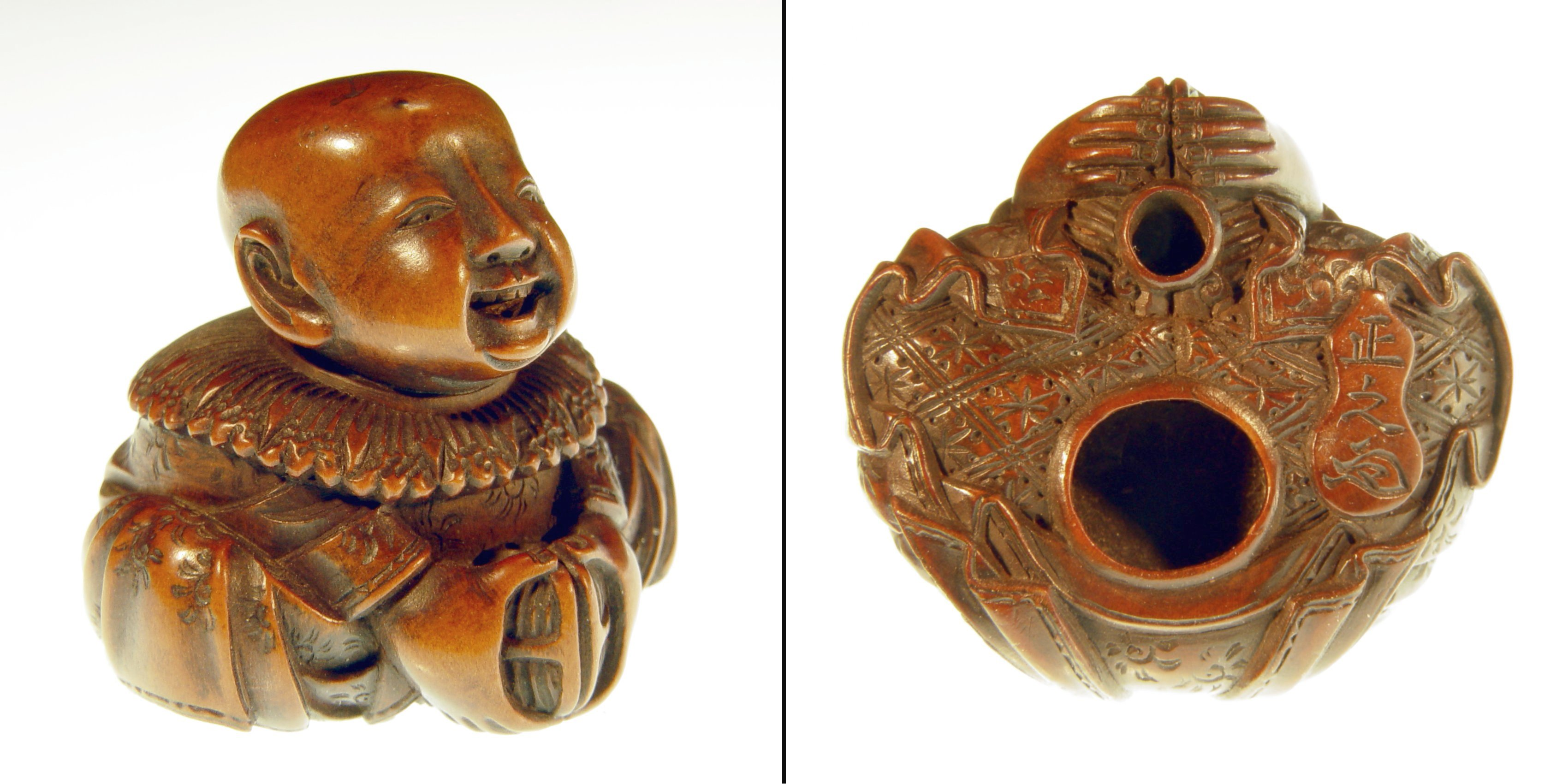
катабори
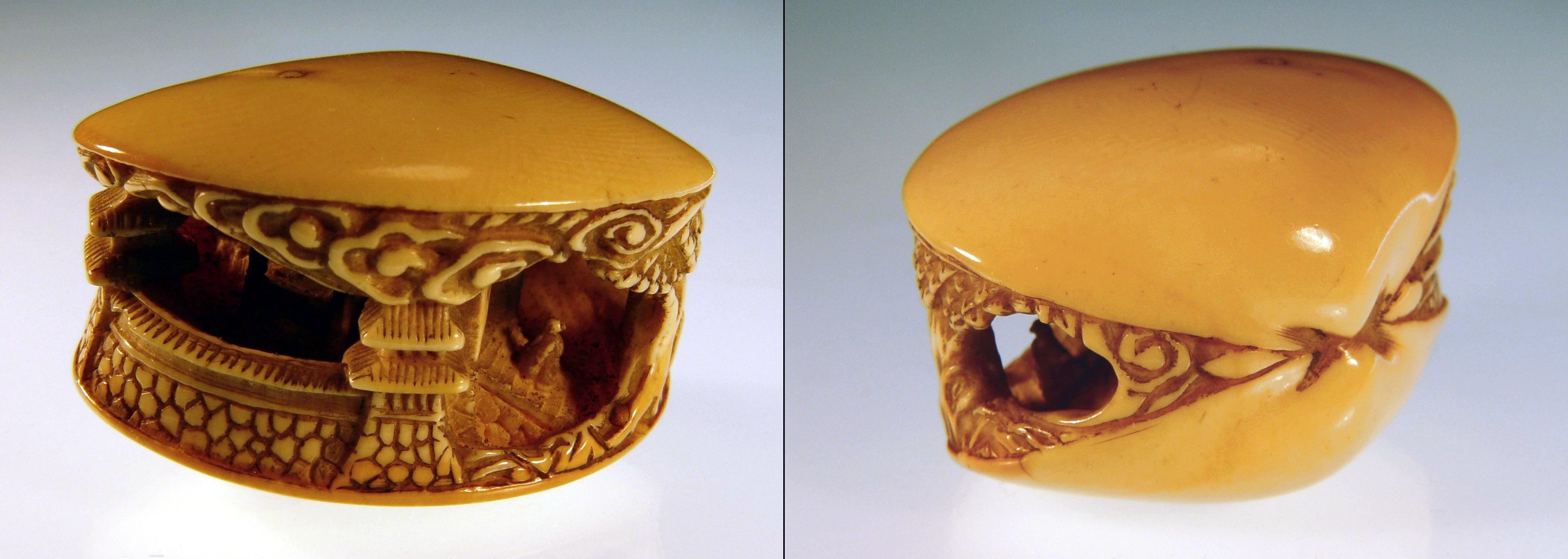
анабори
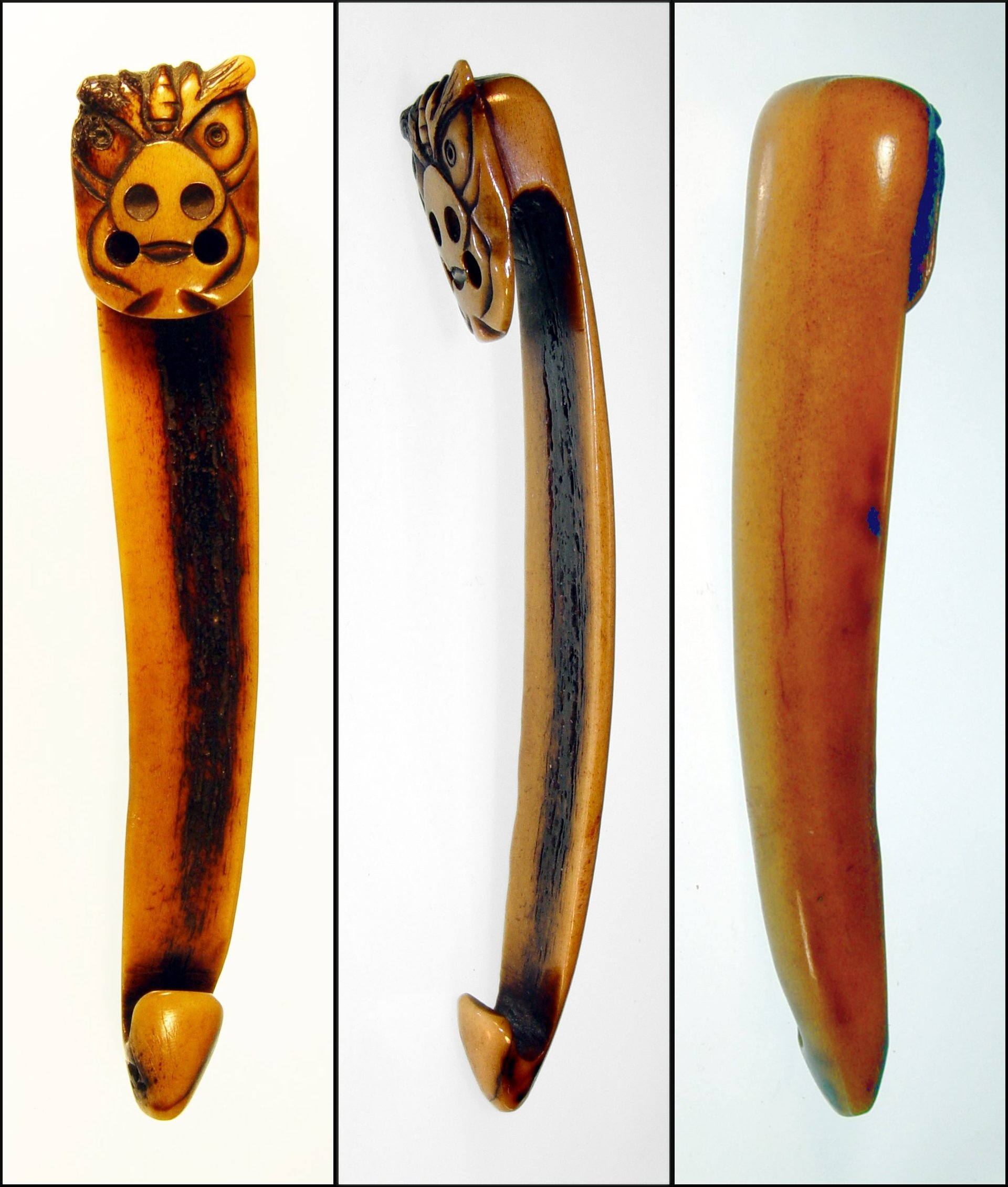
саси
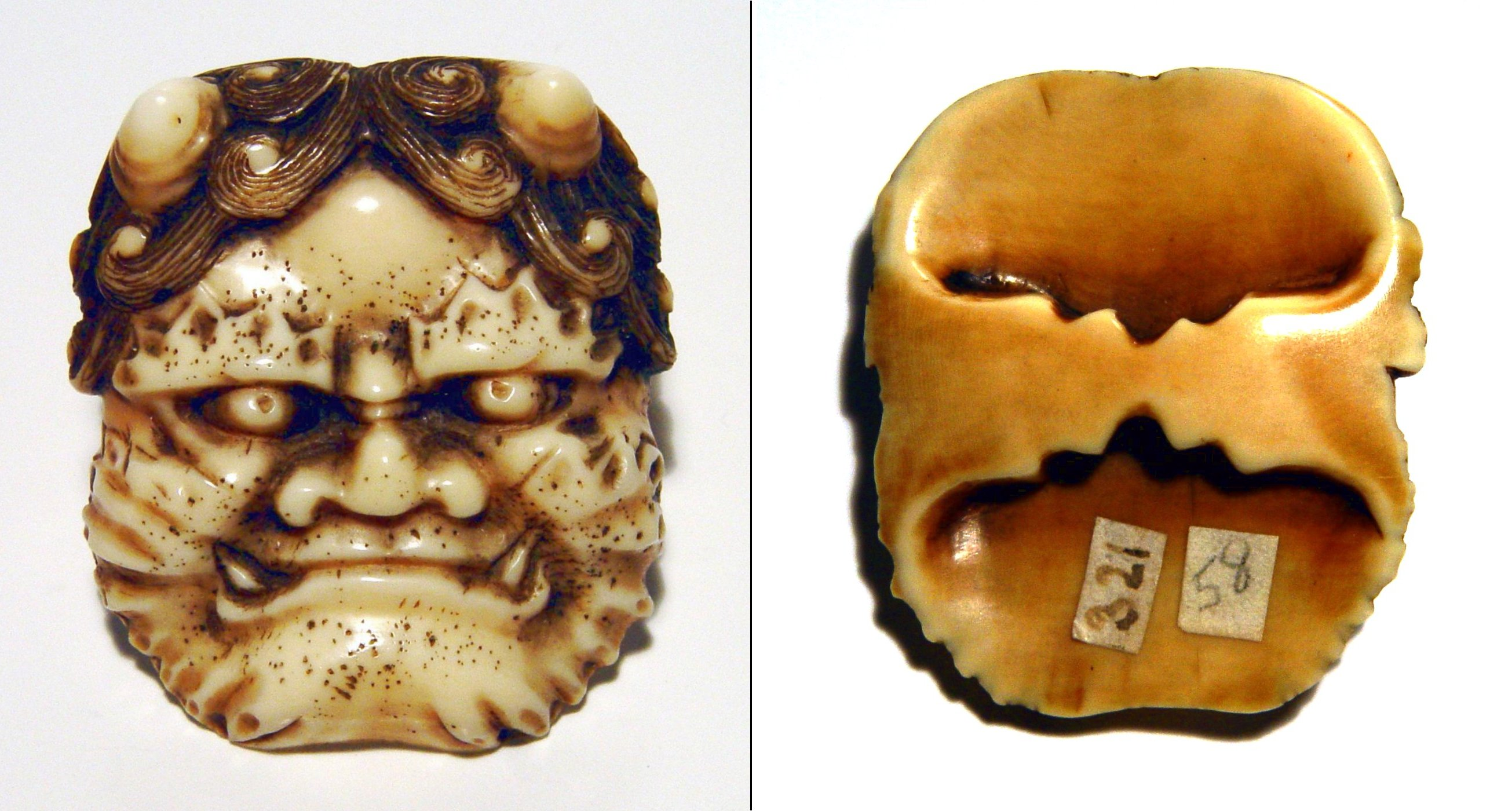
маска
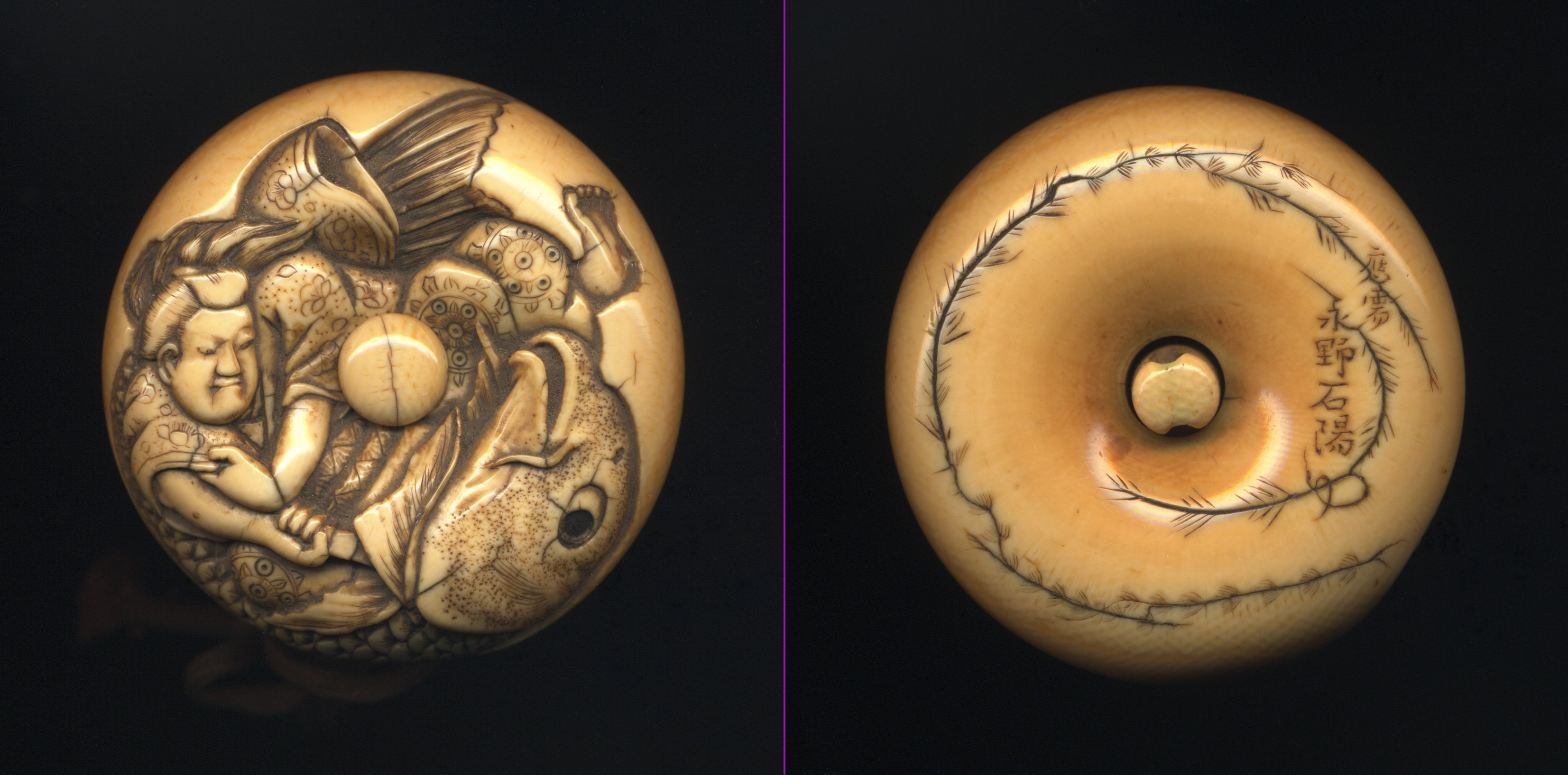
мандзю
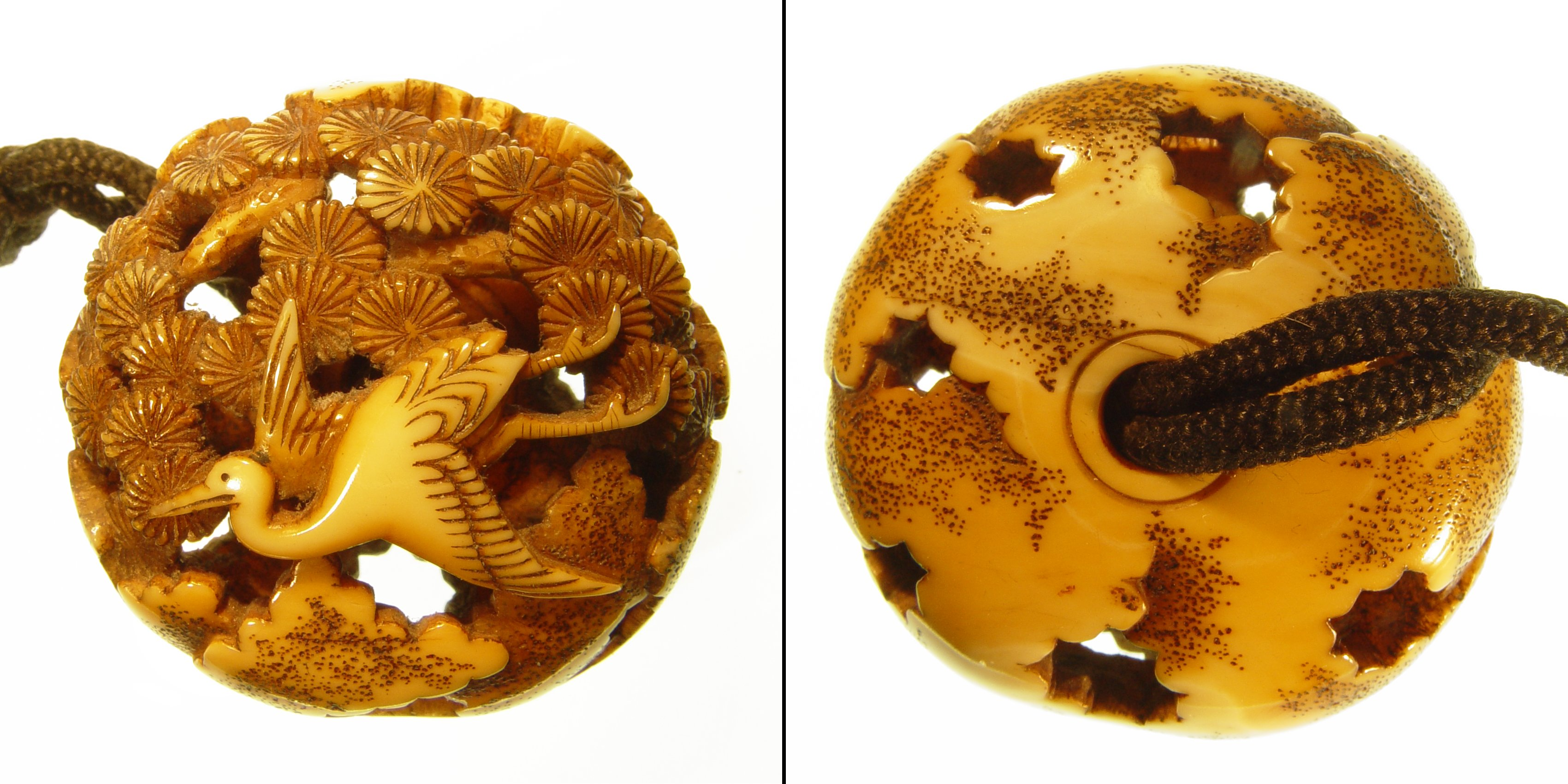
рюса
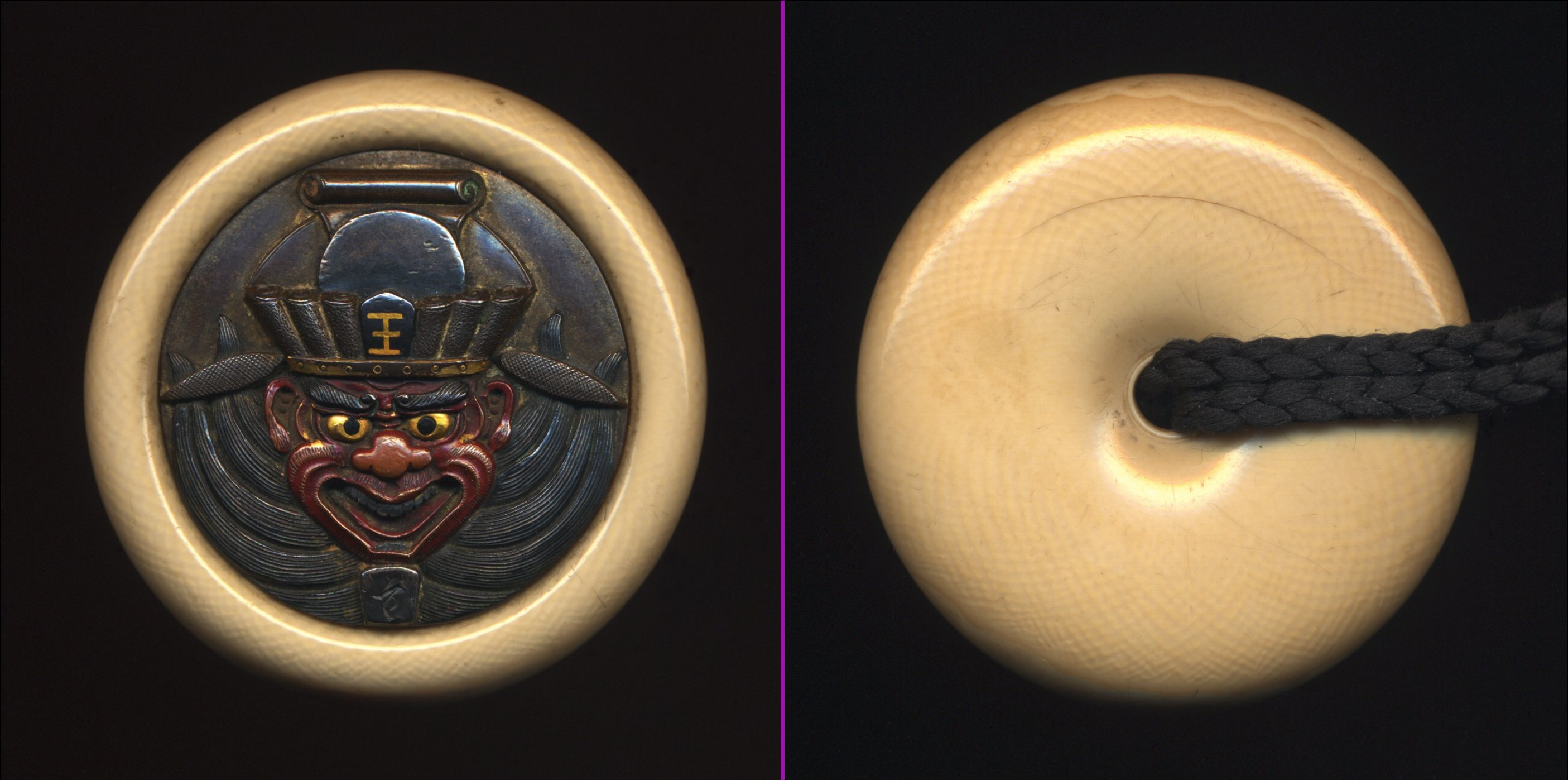
кагамибута
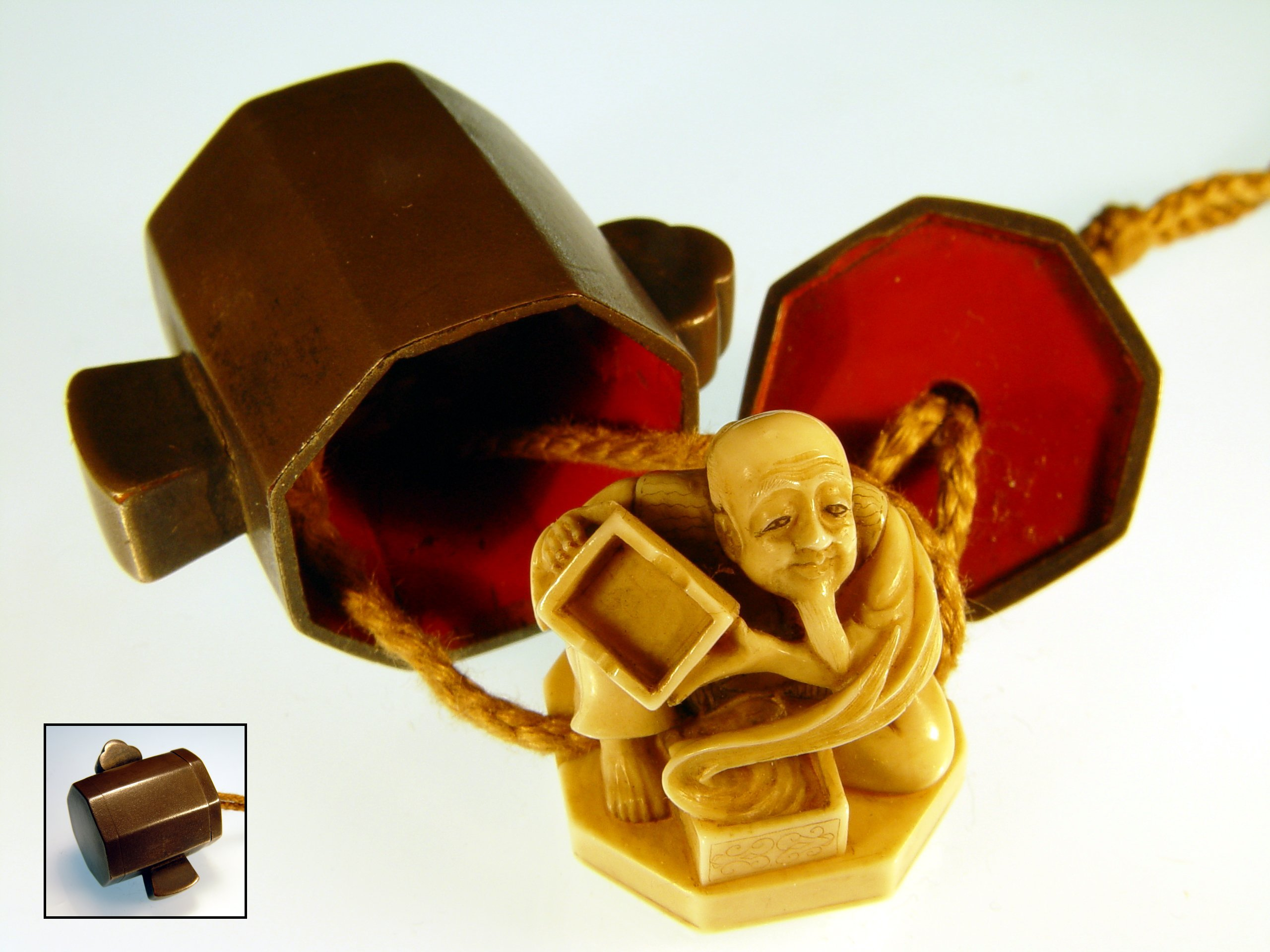
нэцкэ с секретом

## Материалы, используемые при изготовлении
Материалы нэцкэ разнообразны.
Нэцкэ резали из:
- дерева,
- слоновой кости,
- моржовой кости,
- рога оленя,
- рога буйвола,
- носорожьего рога,
- рога нарвала,
- клыков вепря,
- клыков медведя,
- клыков волка,
- клыков тигра,
- костей различных животных.

Использовались, хотя и гораздо реже:
- лак,
- металлы,
- фарфор,
- бамбук,
- разные виды коралла,
- разные виды янтаря,
- черепаховый панцирь,
- стекло,
- агат,
- нефрит,
- кремень,
- окаменевшее дерево.

Для ношения могли приспосабливаться
- тыквы-горлянки,
- раковины,

или же предметы, имевшие первоначально другое назначение, — например,
- детали оправы холодного оружия.

Однако нэцкэ из таких материалов, как лак, керамика, фарфор, представляют собой продукцию давно оформившихся видов прикладного искусства со своими традициями и приёмами. Развитие же нэцкэ как самостоятельного искусства, становление его художественного языка связано с двумя материалами: деревом и слоновой костью.
- Слоновая кость в истории японского искусства — материал довольно «молодой». До периода Токугава о ней знали только по китайским изделиям. В виде бивней она стала завозиться в Японию из Вьетнама через Китай. Из этого материала изготавливали гребни для женской причёски и другие украшения, но в первую очередь — плектры для сямисэна. Обрезки слоновой кости, имевшие обычно треугольную форму, шли на массовое изготовление нэцкэ, что наложило отпечаток и на форму таких изделий. Мастера, работавшие по частным заказам и заботившиеся более о своей профессиональной репутации, чем о заработке, избегали такого материала.

- Дерево — традиционный материал японской скульптуры. Использовались различные породы, но чаще других —
- кипарисовик японский (хиноки).

Большая часть нэцкэ раннего периода выполнена из кипарисовика. Он мягок и удобен для резьбы, но обладает существенным недостатком: со временем изделия покрываются трещинами. Требования, которые предъявляются к нэцкэ, полнее всего удовлетворяет
- самшит японский (цугэ) —

твёрдый материал, который издавна использовался для печатей. Помимо хиноки, использовали лёгкую и мягкую древесину
- корейской сосны (тёсэммацу),

отличающуюся красновато-жёлтым оттенком. Нэцкэ резали и из
- персимона —

древесины имеющей желтоватый цвет и чёрную сердцевину, которую иногда брали как самостоятельный материал.
Среди тяжёлых и твёрдых пород, кроме самшита, для изготовления нэцкэ применяли:
- прунус (ису), древесина которого имеет тёмно-коричневый или красноватый оттенок.
- бледно-розовой вишни (сакуру),
- чёрное дерево, которое привозили из Индии.

Гораздо реже применялись другие породы дерева — такие, как:
- тис,
- чайный куст,
- камфорное,
- железное дерево,
- камелия,
- жужуб,
- сосна,
- сандал,
- грецкий орех,
- бетелевый орех (растительная слоновая кость),
- пальмовый орех (в период Мэйдзи его привозили из Южной Америки).

Преимущественное использование того или иного материала объясняется, в первую очередь, причинами чисто практического характера: пригодностью, прочностью, доступностью и достаточным количеством.

### Символика материала
В большинстве случаев материал (а не только сюжет) обладал символическим подтекстом.
Так, самшит-цугэ, будучи вечнозелёным деревом, считался символом долголетия, и его древесина высоко ценилась как материал для оберегов, амулетов и других ритуальных предметов. Слоновая кость также имела благопожелательную символику, а кроме того, была лечебным средством. В Китае, откуда поступали в Японию сначала изделия из слоновой кости, а позднее бивни, порошок или стружка от слоновой кости применялись в медицине. Например, для того, чтобы удалить занозу, использовали припарки из пудры слоновой кости и воды. Считалось, что сваренные в воде обрезки слоновой кости действуют как слабительное, но если их сжечь, то действие препарата будет обратным. Кроме того, слоновую кость рекомендовали при эпилепсии, остеомиелите и оспе. Таким образом, китайские чжуй-цзы из слоновой кости были своего рода портативной аптечкой с лекарствами на все случаи жизни.
О том, что такое восприятие слоновой кости существовало в Японии, свидетельствуют некоторые нэцкэ, у которых оборотная, не видимая чужому глазу сторона оставлялась необработанной для того, чтобы можно было соскрести немного слоновой кости для приготовления лекарства, не повредив при этом изображения. Такой способ применения нэцкэ, несомненно, был заимствован из Китая, где с той же целью использовали чжуй-цзы из слоновой кости. Нетрудно себе представить, что и в тех случаях, когда слоновая кость не предназначалась для лечения, понимание целительной функции материала оставалось неизменным, а потому его символика, также как и символика самшита, связана с пожеланием долголетия. Лекарством считался и порошок из рога оленя, которому приписывали магические свойства: возвращение молодости и силы.
Соответственно можно сделать вывод, что и нэцкэ из  оленьего рога благодаря материалу заключали в себе оттенок пожелания здоровья и долголетия.
Благопожелательную и врачевательную символику имели и нэцкэ из вишни, берёзы, сливы, жужуба и некоторых других материалов.

## Сюжеты
Более любого другого искусство нэцкэ отразило природу породившего его общества. Причины этого лежат вне рамок данной статьи, но можно упомянуть, что они включают в себя долгие периоды изоляции, обусловленные географическими и политическими причинами, а также ограничение путей самовыражения японцев вследствие обычаев и законов. В результате нэцкэ показывают все стороны жизни Японии своего времени, включая богатый фольклор, религию, ремёсла, торговлю и профессии, различные типы людей и существ, реальных и вымышленных.
Можно выделить следующие сюжеты:
- люди: знаменитые и неизвестные, реальные, исторические и выдуманные, дети, воины, священники и т. д.
- животные: знаки восточного гороскопа и другие
- растения и растительные продукты; маленькие, такие, как бобы и грецкие орехи, часто вырезались в настоящую величину

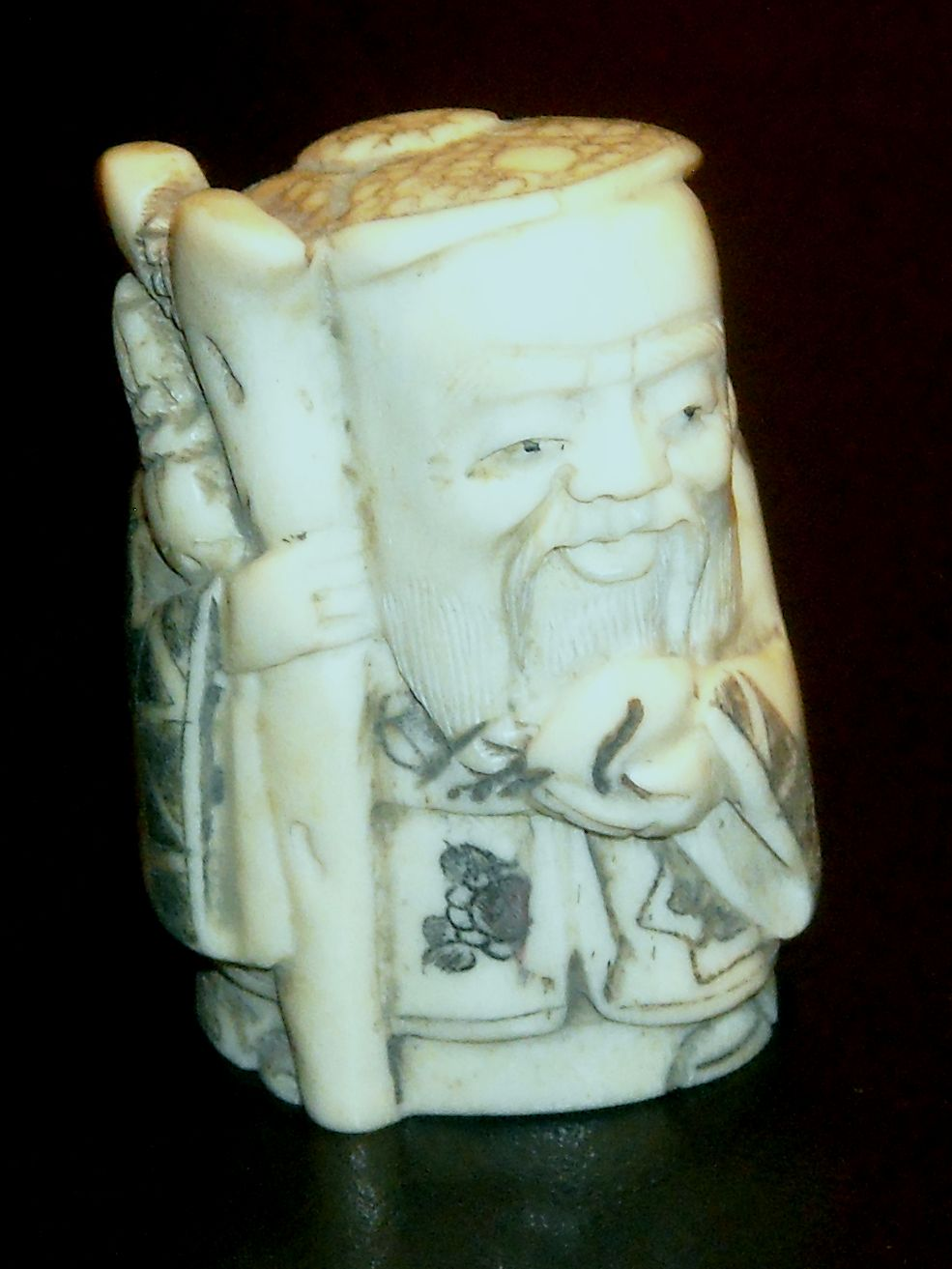
Дзюродзин, один из семи богов удачи

- божества и мифические существа, часто из китайских мифов и религии, нэцкэ, изображающие одного из семи богов удачи, которые, согласно синтоизму, приносят удачу
- предметы; самая редкая категория. Монеты, инструменты, кровельная черепица и тому подобное
- абстрактные: символы мон, узоры
- сексуальные (春画 сюнга): могут изображать совокупляющихся мужчину и женщину или лишь намекать в утончённой символической форме на эротическое содержание

Одни нэцкэ изображают простые объекты, другие — целые сцены, известные из истории, мифологии или литературы.

## Организации коллекционеров
В 1975 году было создано Международное общество нэцкэ (International Netsuke Society Архивная копия от 3 ноября 2019 на Wayback Machine). На данный момент INS является крупнейшей международной организацией коллекционеров нэцкэ, и объединяет коллекционеров, проживающих в 31 стране мира. INS сотрудничает с большинством американских музеев и галерей с целью организации регулярных выставок японской миниатюрной пластики. Дважды в год INS проводит международные конференции, которые включают лекции, семинары-практикумы от ведущих экспертов и общественных организаций в области нэцкэ. Также INS издает ежеквартальный журнал International Netsuke Society Journal.
В 2011 году на ежегодной конференции INS было принято решение о создании отделения по странам СНГ Международного общества нэцкэ. В созданную организацию вошли искусствоведы, культурологи, историки, коллекционеры нэцкэ из разных стран СНГ. Председателем отделения по странам СНГ Международного общества нэцкэ был избран Борис Филатов (Украина). Отделение INS по странам СНГ издает дважды в год русско-английский журнал «Нэцкэ. CIS» Архивная копия от 24 декабря 2010 на Wayback Machine.

## Разное
- В СССР нэцкэ были популяризованы благодаря фильму «Каникулы Кроша» (1980) по роману Анатолия Рыбакова[источник не указан 1369 дней].
- Лидер группы «Кино» Виктор Цой умел профессионально вырезать из дерева фигурки нэцкэ[8][9][10].